# Cafè del Centre (Balsareny)
Cafè del Centre és un edifici del municipi de Balsareny (Bages) inclòs en l'Inventari del Patrimoni Arquitectònic de Catalunya.

## Descripció
Nau allargassada, amb coberta a dues aigües, que presenta un aspecte molt uniforme pel carrer de la creu, però força heterogeni pel cantó del carrer del castell.
Al mig de la nau hi ha una gran portalada emmarcada amb totxo que era per on s'accedia al local. Quedava il·luminat per uns grans finestrals, també emmarcats amb totxo.
L'angle que dona al carrer del castell ha estat molt reformat; conserva de l'edifici original un pinyó graonat.

## Història
Aquest edifici havia estat la seu del Centre Catòlic, entitat de caràcter tradicionalista i religiós que competia amb el Centre Instructiu i Recreatiu, de tendència republicana i laica. En els seus millors temps funcionà com a cafè, teatre i cinema. Acabada la guerra civil, i clausurat el Centre Instructiu i Recreatiu, va ser l'única entitat de caràcter lúdic que funcionà al poble de Balsareny. Propietat de l'església, va ser una entitat dominada pel rector fins als anys 1975-80, que es va vendre a particulars. Avui funciona com a cafè; tots els locals destinats a sala d'espectacles han quedat inutilitzats.